# Bongo flava
L'espressione bongo flava si riferisce a un particolare stile di musica hip hop sviluppatosi in Tanzania a partire dagli anni novanta. Questo stile deriva dall'hip hop statunitense, contaminato con elementi reggae, rhythm'n'blues, e provenienti dalla tradizione locale (per esempio dal taarab e dal dansi). I testi sono in genere in lingua swahili. Oggi, il bongo flava è il genere musicale più popolare presso i giovani tanzaniani. Alcuni artisti bongo flava sono noti anche fuori dalla Tanzania, soprattutto in paesi culturalmente affini come Kenya e Uganda. L'espressione "bongo flava" è una storpiatura di "(hip hop) bongo flavour", letteralmente "hip hop al gusto Bongo", dove "Bongo" è uno dei nomignoli usati nello slang tanzaniano per Dar es Salaam (la città in cui il genere musicale è nato).

## Caratteristiche
Il bongo flava è culturalmente legato all'immagine del mselah, ovvero del giovane sveglio, che vive alla giornata e si muove ai margini della legalità, libero dai pregiudizi della morale dei benpensanti ma al tempo stesso impegnato e onesto. A questa immagine si riferiscono per esempio i membri del gruppo bongo flava di Afande Sele, quando si autodefiniscono watu pori. Una sorta di manifesto dello mselah è Mselah Jela del cantante bongo flava Juma Nature, che in ogni caso ricorda che lo mselah è "una persona onesta, con cuore sincero". In linea con la tradizione dell'hip hop occidentale (a partire da Afrika Bambaataa), i testi del bongo flava affrontano in modo diretto i problemi del popolo, con intento spesso educativo. Afande Sele, per esempio, ha scritto brani in cui fornisce istruzioni esplicite per la prevenzione della malaria e dell'HIV. Nella stessa prospettiva vengono denunciate in modo diretto le superstizioni della tradizione popolare, le mancanze della classe politica, l'eredità culturale del colonialismo e così via.

## Principali artisti
Uno dei pionieri dell'hip hop in Tanzania è Mr. II (anche noto come Sugu o 2-Proud), che nel 1985 ha inciso il primo singolo di hip hop tanzaniano di successo, Ni Mimi. Mr. II è tuttora in attività (il suo ultimo album, Coming of Age, è del 2007). Nel 1993 venne fondata la prima crew tanzaniana, chiamata Kwanza Unit, che incideva inizialmente in inglese per poi passare allo swahili. Alla fine degli anni novanta fra i gruppi di maggior successo figuravano gli Hard Blasters, formazione da cui proviene uno degli artisti bongo flava tuttora più popolari in Tanzania, Profesa Jay.
Fra gli artisti odierni più noti si possono citare Juma Nature e Afande Sele. Alcuni gruppi hanno un seguito particolare nella loro etnia di appartenenza: è il caso per esempio dei masai X Plastaz e Mr. Ebbo. Altri nomi di rilievo sono Gangwe Mobb, Lady Jaydee, T.i.D., Wagozi Wa Kaya, Dully Sykes, Biz-man e Daz Baba.

## Discografia
- Bongo Flava - Swahili Rap from Tanzania, Out Here Records, è una raccolta di brani dei principali artisti della scena bongo flava